# YY1AP1
La proteína 1 asociada a YY1 es una proteína que en humanos está codificada por el gen YY1AP1.
El producto génico codificado presuntamente interactúa con la proteína YY1. Sin embargo, no se conoce su función exacta. Empalmes alternativos dan como resultado múltiples variantes de transcripción que codifican diferentes isoformas.